# Vladimir Gabulov
Vladimir Borisovič Gabulov (in russo Владимир Борисович Габулов?; Mozdok, 19 ottobre 1983) è un dirigente sportivo ed ex calciatore russo, di ruolo portiere.

## Biografia
È il fratello maggiore di Georgij Gabulov in forza al Kryl'ja Sovetov.

## Carriera

### Club
Arriva alla Dinamo, per la prima volta, dal Mozdok, squadra di seconda divisione russa. Dopo l'avventura a Mosca, firma per l'Alanija, dove rimane fino al 2003, quando diventa il secondo di Igor' Akinfeev al CSKA. Nel 2007, passa al Kuban' Krasnodar, diventando il portiere titolare della squadra. La stagione successiva passa in prestito all'Amkar Perm'.
Torna alla Dinamo per la seconda volta nel maggio del 2008, quando il direttore generale della squadra, Dmitri Ivanov, annuncia il suo arrivo dal Kuban' Krasnodar, anche se il calciatore era in prestito all'Amkar Perm'. L'ufficialità del trasferimento è arrivata solo il 26 maggio 2008.
Il 31 agosto 2011 torna al CSKA in prestito dall'Anži, che lo aveva prelevato alcuni giorni prima dalla Dinamo Mosca. A gennaio, mese di scadenza del prestito, passa all'Anži.
Il 29 agosto 2013 si trasferisce alla Dinamo Mosca.

### Nazionale
Debutta in Nazionale il 22 agosto 2007, durante una partita amichevole contro la Polonia, ma viene sostituito nell'intervallo da Anton Šunin. Viene scelto per giocare titolare in un match di vitale importanza per la qualificazione agli Europei 2008 contro la nazionale inglese, viste le assenze di Akinfeev per infortunio e di Vjačeslav Malafeev per scarsa forma, e riesce a difendere il risultato di 2 a 1 in favore dei russi. Viene selezionato da Guus Hiddink per Euro 2008. Nel giugno del 2017 viene convocato da Stanislav Cherchesov per la FIFA Confederations Cup 2017, a distanza di quattro anni dall'ultima volta. L'anno successivo risulta tra i convocati per il Campionato mondiale di calcio 2018.

## Statistiche

### Cronologia presenze e reti in nazionale
| Cronologia completa delle presenze e delle reti in nazionale ― Russia | Cronologia completa delle presenze e delle reti in nazionale ― Russia | Cronologia completa delle presenze e delle reti in nazionale ― Russia | Cronologia completa delle presenze e delle reti in nazionale ― Russia | Cronologia completa delle presenze e delle reti in nazionale ― Russia | Cronologia completa delle presenze e delle reti in nazionale ― Russia | Cronologia completa delle presenze e delle reti in nazionale ― Russia | Cronologia completa delle presenze e delle reti in nazionale ― Russia |
| Data                                                                  | Città                                                                 | In casa                                                               | Risultato                                                             | Ospiti                                                                | Competizione                                                          | Reti                                                                  | Note                                                                  |
| --------------------------------------------------------------------- | --------------------------------------------------------------------- | --------------------------------------------------------------------- | --------------------------------------------------------------------- | --------------------------------------------------------------------- | --------------------------------------------------------------------- | --------------------------------------------------------------------- | --------------------------------------------------------------------- |
| 22-8-2007                                                             | Mosca                                                                 | Russia                                                                | 2 – 2                                                                 | Polonia                                                               | Amichevole                                                            | -                                                                     | 46’                                                                   |
| 8-9-2007                                                              | Mosca                                                                 | Russia                                                                | 3 – 0                                                                 | Macedonia                                                             | Qual. Euro 2008                                                       | -                                                                     |                                                                       |
| 17-2-2007                                                             | Mosca                                                                 | Russia                                                                | 2 – 1                                                                 | Inghilterra                                                           | Qual. Euro 2008                                                       | -1                                                                    |                                                                       |
| 17-2-2007                                                             | Ramat Gan                                                             | Israele                                                               | 2 – 1                                                                 | Russia                                                                | Qual. Euro 2008                                                       | -2                                                                    |                                                                       |
| 21-11-2007                                                            | Andorra La Vella                                                      | Andorra                                                               | 0 – 1                                                                 | Russia                                                                | Qual. Euro 2008                                                       | -                                                                     |                                                                       |
| 3-3-2008                                                              | Győr                                                                  | Ungheria                                                              | 1 – 1                                                                 | Russia                                                                | Amichevole                                                            | -                                                                     | 46’                                                                   |
| 29-2-2012                                                             | Copenaghen                                                            | Danimarca                                                             | 0 – 2                                                                 | Russia                                                                | Amichevole                                                            | -                                                                     |                                                                       |
| 14-11-2012                                                            | Krasnodar                                                             | Russia                                                                | 2 – 2                                                                 | Stati Uniti                                                           | Amichevole                                                            | -2                                                                    |                                                                       |
| 6-3-2013                                                              | Marbella                                                              | Islanda                                                               | 0 – 2                                                                 | Russia                                                                | Amichevole                                                            | -                                                                     | 46’                                                                   |
| 25-2-2013                                                             | Londra                                                                | Brasile                                                               | 1 – 1                                                                 | Russia                                                                | Amichevole                                                            | -1                                                                    |                                                                       |
| Totale                                                                |                                                                       | Presenze                                                              | 10                                                                    |                                                                       | Reti                                                                  | -6                                                                    |                                                                       |

## Palmarès

### Club

#### Competizioni nazionali
- Campionato russo: 1

CSKA Mosca: 2006
- Coppa di Russia: 1

CSKA Mosca: 2005-2006
- Campionato belga: 1

Club Bruges: 2017-2018
- Supercoppa del Belgio: 1

Club Bruges: 2018